# Phaeophilacris chopardi
Phaeophilacris chopardi är en insektsart som beskrevs av Scott LaGreca 1978. Phaeophilacris chopardi ingår i släktet Phaeophilacris och familjen syrsor. Inga underarter finns listade i Catalogue of Life.